# Wohn- und Wirtschaftsgebäude Maibuscher Straße 15
Das Wohn- und Wirtschaftsgebäude Maibuscher Straße 15 in Hude, Ortsteil Maibusch, wurde am Anfang des 19. Jahrhunderts gebaut.
Das Gebäude wird heute als Wohnhaus genutzt.
Das Gebäude steht unter Denkmalschutz (siehe auch Liste der Baudenkmale in Hude (Oldenburg)).

## Geschichte
Die Hofanlage wohl von etwa 1810 steht auf einer Warft und besteht aus: 
- dem eingeschossigen giebelständigen Wohn- und Wirtschaftsgebäude als Zweiständer-Hallenhaus in Fachwerk mit Steinausfachungen und erhaltenem Innengerüst, reetgedecktem Krüppelwalmdach und Niedersachsengiebel mit Uhlenloch und neuer Tür im früheren Grooten Door; alter Wohnteil in Rotstein erneuert, heute nach weiterem Umbau genutzt als Wohnhaus,
- dem rechten früheren Stallanbau in Fachwerk mit Walmdach,
- und weiteren Nebengebäuden.

Das Niedersächsische Landesamt für Denkmalpflege befand: „… geschichtliche Bedeutung … als beispielhaftes Fachwerkhallenhaus des frühen 19. Jhs. …“